# Ivar B. Prestbakmo
Ivar B. Prestbakmo (* 7. November 1968) ist ein norwegischer Politiker der Senterpartiet (Sp). Von 1999 bis 2014 fungierte er als Bürgermeister von Salangen. Ab 2019 war er der Fylkesordfører von Troms og Finnmark. Von 2021 bis 2024 war Prestbakmo Abgeordneter im Storting.

## Leben
Prestbakmo besuchte von 1984 bis 1987 die weiterführende Schule im in der Kommune Salangen gelegenen Ort Sjøvegan. Anschließend arbeitete er als Landwirt und leistete seine Wehrpflicht ab. Von 1990 bis 1991 besuchte er die Distrikthochschule in Sogn og Fjordane (Sogn og Fjordane Distriktshøgskule). Danach studierte er an der Hochschule in Harstad öffentliche Politik und Verwaltung und im Anschluss daran von 1992 bis 1994 Tourismus. Im Jahr 1995 studierte Prestbakmo Staatswissenschaft an der Universität Tromsø.
Während dieser Zeit war er auch politisch aktiv. Von 1992 bis 1996 gehörte er dem Landesvorstand der Senterpartiet-Parteijugend Senterungdommen an. Im Jahr 1994 arbeitete er als Regionalsekretär der einen EU-Beitritt Norwegens ablehnenden Organisation Nei til EU in der Region Sør-Troms. Für die Senterpartiet im Fylke Troms arbeitete er von 1997 bis 1999 als Sekretär. Von 1995 bis 2014 saß er im Kommunalparlament von Salangen, wobei er ab 1999 als Bürgermeister von Salangen fungierte. Im Jahr 2006 wurde er zum Vorsitzenden der Senterpartiet in Troms gewählt. Den Posten hatte er bis 2012 inne. Von 1995 bis 2003 sowie erneut ab 2007 saß er zudem im Fylkesting von Troms. Dort war er bis zur Auflösung des Fylkestings im Jahr 2019 Mitglied. Ab 2014 war Prestbakmo Mitglied im Fylkesråd, einer Art Regierung des Fylkes. Dort war er für den Aufgabenbereich Verkehr und Umwelt zuständig. Wegen seiner neuen Tätigkeit trat er im Januar 2014 als Bürgermeister von Salangen zurück. Seine Nachfolgerin wurde seine Ehefrau. Troms wurde zum 1. Januar 2020 mit dem Fylke Finnmark fusioniert und das Fylkesting für das neue Fylke Troms og Finnmark wurde bei der Fylkestingswahl im Herbst 2019 gewählt. Im Anschluss an die Wahl wurde Prestbakmo im Oktober 2019 zum Fylkesordfører von Troms og Finnmark gewählt.
Prestbakmo gelang es bei den Parlamentswahlen 1993, 1997 und  2021 jeweils nicht, direkt in das norwegische Nationalparlament Storting einzuziehen. Stattdessen wurde er sogenannter Vararepresentant, also Ersatzabgeordneter, im Wahlkreis Troms. Als solcher kommt er seit Oktober 2021 zum Einsatz. Im Storting vertritt er seine Parteikollegin Sandra Borch, die aufgrund ihrer Regierungsmitgliedschaft ihr Mandat ruhen lassen muss. Prestbakmo wurde Mitglied im Justizausschuss. In seiner Position als Fylkesordfører wurde er wegen seines festen Einsatzes für den Rest der bis zu den Lokalwahlen 2023 andauernden Legislaturperiode beurlaubt. Durch Borchs Rücktritt im Januar 2024 endete Prestbakmos fester Einsatz im Storting.
Am 23. Januar 2024 wurde er in der Regierung Støre zum Staatssekretär im Bildungsministerium (Kunnskapsdepartementet) ernannt. Als solcher war er bis zum 15. November 2024 unter Minister Oddmund Løkensgard Hoel tätig. Anschließend wechselte er in das Kommunalministerium, wo er bis Februar 2025 weiter als Staatssekretär unter Erling Sande fungierte.